# Billy Lyall
William (Billy) Lyall (Edinburgh, 26 maart 1953 – 1 december 1989) was een Schotse zanger en toetsenist.
In 1970 was Lyall betrokken bij de oprichting van de Bay City Rollers en speelde hij zelfs één track op het eerste album mee, maar bij het verschijnen daarvan was hij alweer vertrokken. In 1971 ontmoette hij David Paton, ook ex-Bay City Rollers, en zij begonnen in Edinburgh demo's op te nemen: de Craighall Demos. In 1973 richtte Lyall samen met Paton en Stuart Tosh de band Pilot op. In 1976 werd hij er door het management van de band toe overgehaald een solocarrière te beginnen (dat was toen in de mode). Aangezien Tosh in dat jaar ook van band wisselde (hij ging naar 10cc), betekende dit bijna het einde van Pilot; er volgde nog één album.
Hij bracht inderdaad één solomuziekalbum uit: Solocasting. Daarna werd het stil rond Lyall, totdat de wereld in 1989 vernam dat hij was overleden aan aids. Hij verhuisde naar Londen in het begin van de jaren 1970 en woonde in een rode bakstenen herenhuisflat in Fitzjames Avenue, West Kensington. Lyall stierf tijdens de AIDS pandemie, op 36-jarige leeftijd in 1989. Bay City Rollers' manager Tam Paton zei later dat Lyall homo was.